# Estação Vyborgskaia
Vyborgskaia (em russo:  Выборгская) é uma das estações da linha Kirovsko-Vyborgskaia (Linha 1) do metro de São Petersburgo, na Rússia. Estação «Vyborgskaia» está localizada entre as estações «Lessnaia» (ao norte) e «Ploshchad Lenina» (ao sul).